# Ишмик
Ишмик — река в России, протекает в Череповецком районе Вологодской области. Устье реки находится в 33 км по правому берегу реки Маткома на территории Пошехонского района Ярославской области у урочища Ишмик. Длина реки составляет 18 км. Протекает к югу от деревни Шумарово преимущественно на восток. Населённых пунктов на реке нет. В районе реки находится Ишмиковское болото.
Основные притоки: Галашино и Ягорба (оба левые).

## Данные водного реестра
По данным государственного водного реестра России относится к Верхневолжскому бассейновому округу, водохозяйственный участок реки — Рыбинское водохранилище до Рыбинского гидроузла и впадающие в него реки, без рек Молога, Суда и Шексна от истока до Шекснинского гидроузла, речной подбассейн реки — Реки бассейна Рыбинского водохранилища. Речной бассейн реки — (Верхняя) Волга до Куйбышевского водохранилища (без бассейна Оки).
Код объекта в государственном водном реестре — 08010200412110000009724.